# Finnischer Fußballpokal 1993
Der Finnische Fußballpokal 1993 (finnisch Suomen Cup 1993) war die 39. Austragung des finnischen Pokalwettbewerbs. Er wurde vom finnischen Fußballverband ausgetragen. Das Finale fand am 17. Juli 1993 im Stadion Pori statt.
Pokalsieger wurde HJK Helsinki. Das Team setzte sich im Finale gegen Rovaniemi PS durch und qualifizierte sich damit für den Europapokal der Pokalsieger. Titelverteidiger Myllykosken Pallo -47 war im Viertelfinale gegen den späteren Sieger ausgeschieden.
Alle Begegnungen wurden in einem Spiel ausgetragen. Bei unentschiedenem Ausgang wurde das Spiel um zweimal 15 Minuten verlängert. Stand danach kein Sieger fest, folgte ein Elfmeterschießen.

## Teilnehmende Teams
Die Teilnahme war freiwillig. Insgesamt 235 Mannschaften hatten für den Pokalwettbewerb gemeldet. Die Zweitligisten stiegen in der 4. Runde ein, die Erstligisten in der 5. Runde.
| Runde         | Zugänge | Sieger der letzten Runde | Spiele / Sieger |
| ------------- | ------- | ------------------------ | --------------- |
| 1. Runde      | 2000    | –                        | 1000            |
| 2. Runde      | 12      | 1000                     | 56              |
| 3. Runde      | –       | 56                       | 28              |
| 4. Runde      | 11      | 28                       | 19              |
| 5. Runde      | 12      | 020 *                    | 16              |
| 6. Runde      | –       | 16                       | 08              |
| Viertelfinale | –       | 08                       | 04              |
| Halbfinale    | –       | 04                       | 02              |
| Finale        | –       | 02                       | 01              |
| Gesamt        | 2350    |                          | 2340            |

## 1. Runde
|                             | Ergebnis              |                                 |
| --------------------------- | --------------------- | ------------------------------- |
| FC Kiffen 08 Helsinki       | 3:2                   | Grankulla IFK                   |
| Malmin Pallo                | 0:2                   | FC Norssi Helsinki              |
| Köyhät Ritarit              | 0:8                   | Helsinki United                 |
| Käpylän Pallo               | 0:3                   | Kontulan Urheilijat             |
| Helsingin Palloseura        | 3:5                   | Suurmetsän Urheilijat           |
| Helsingin Kullervo          | 0:9                   | IF Gnistan                      |
| FC Grani Rowdies            | 0:3                   | Helsingin Ponnistus             |
| FC Ogeli                    | 0:1                   | Töölön Vesa                     |
| PK-35 Helsinki              | 1:5                   | Kontulan Urheilijat -72         |
| Kaarinan Palloseura         | 0:6                   | Helsingin Johanneksen Dynamo    |
| FC Viikingit                | 1:3 n. V.             | Malmin Palloseura               |
| Puistolan Urheilijat        | 2:3                   | Helsingfors IFK                 |
| Zenith Myllypuro            | 00:10                 | Puotinkylän Valtti              |
| Olarin Tarmo-77             | 0:2                   | SexyPöxyt                       |
| Itä-Vantaan Urheilijat      | 00:18                 | Keski-Uudenmaan Pallo           |
| FC Armndot Espoo            | 0:1                   | Leppävaaran Pallo               |
| Vantaan Jalkapalloseura     | 0:6                   | Järvenpään PS                   |
| ÅIF Helsinki                | 0:8                   | Ekenäs IF                       |
| Porvoon Akilles             | 7:2                   | FC Honka Espoo                  |
| Järvenpään-83 PS            | 00:10                 | Lohjan Pallo                    |
| Karkkilan Urheilijat        | 0:2                   | PK-50 Vantaa                    |
| Hyvinkään Ares -86          | 0:8                   | Hangö IK                        |
| FC Kasiysi Espoo            | 01:10                 | FC Espoo                        |
| Korson Palloseura           | 0:3                   | Nummelan Palloseura             |
| Vantaan Veturi              | 00:19                 | Esbo BK                         |
| FC Kirkkonummi              | 1:6                   | Hyvinkään Palloseura            |
| Naantalin VG-62             | 1:4                   | Kaarinan Pojat                  |
| Pöytyän Kaima               | 0:3                   | ÅIFK Turku                      |
| Toukolan Teräs              | 1:0                   | Piikkiön Palloseura             |
| Turun Weikot                | 1:1 n. V. (6:5 i. E.) | Turun Toverit                   |
| Salon Palloilijat           | 1:0                   | Inter Turku                     |
| Raision Palloseura          | 1:7                   | Turun Pallo                     |
| Kaarinan Reipas             | 0:8                   | Littoinen Työväen Urheilijat    |
| Halikon Hehku               | 3:2                   | Team-82 Parainen                |
| Toejoen Veikot              | 0:6                   | Harjavallan Pallo               |
| Honkajoen Seudun Urheilijat | 2:3                   | Pihlavan Tyoväen Urheilijat     |
| Musan Salama                | 1:3                   | Rauman Pallo                    |
| Huhtamon Nuorisoseura       | 2:4                   | Porin Palloilijat               |
| Uudenkaupungin Roima        | 03:0 1                | R-Futis Rauma                   |
| IFK Mariehamn               | 6:0                   | Jomala IK                       |
| Tampereen Soccer Club       | 4:1                   | Tampereen Palloilijat           |
| Messukylän Toverit          | 1:5                   | Ilves-Kissat Tampere            |
| Someron Voima               | 0:6                   | Valkeakosken Koskenpojat        |
| Tammerfors BK               | 0:6                   | Paltsarit Tampere               |
| PP-70 Tampere               | 5:0                   | Tampereen Kisa-Toverit          |
| Vammalan Palloseura         | 0:4                   | Nokian Pyry JK                  |
| PS-44 Valkeakoski           | 1:2                   | FC Tampere                      |
| Tampereen Pallokunnan       | 1:4                   | Kangasalan Voitto               |
| Pirkkalan Viri              | 3:4                   | Viialan Peli-Veikot             |
| Sääksjärven Loiske          | 4:2                   | Ylöjärven Ryhti                 |
| Soccer Club Blue Bulls      | 4:2                   | Iittalan Pallo                  |
| Tervakosken Pato            | 3:0                   | Janakkalan Pallo                |
| Pekolan Isku                | 02:11                 | Riihimäen Palloseura            |
| Hämeenlinnan Härmä          | 0:9                   | Toijalan Pallo -49              |
| Jämsänkosken Ilves          | 4:1                   | Äänekosken Huima                |
| Pihtiputaan Pallokerho      | 1:5                   | Säynätsalon Riento              |
| FC Huki Jyväskylä           | 1:0                   | Keuruun Pallo                   |
| Palokan Riento              | 0:2                   | Suolahden Urho                  |
| Mäntän Valo                 | 1:3                   | Vaajakosken Pallo               |
| Joutseno United             | 1:3                   | Ruokolahden Raju                |
| Loviisan Riento             | 7:3                   | Salon Pojat                     |
| Buta Kotka                  | 0:2                   | FC Lappeenranta                 |
| Mäntsälän Urheilijat        | 0:4                   | Mikkelin Kissat                 |
| Nastolan Nopsa              | 3:2                   | FC Myllykosken Pallo -86        |
| Lahden City Stars           | 4:2                   | Hirvenlän Hirvet                |
| Mäntyharjun Jäntevä         | 1:6                   | FC Kouvola                      |
| Popiniemen Ponnistus        | 1:2                   | PEPO Lappeenranta               |
| Kotajärven Pallo            | 0:3                   | Purha Inkeroinen                |
| Kanavan Pallo-80            | 3:1                   | Liljendal Idrottsklub           |
| Savitaipaleen Urheilijat    | 1:4                   | Haminan Pallo-Kissat            |
| FC Savonlinna               | 0:2                   | Kotkan Työväen Palloilijat      |
| Valkealan Kajo              | 0:3                   | Imatran Pallo-Salamat           |
| Orimattilan Pedot           | 1:2                   | Voikkaan Pallo-Peikot           |
| Warkauden Pallo -35         | 1:0                   | Juankosken Pyrkivä              |
| Siilinjärven Palloseura     | 0:3                   | Kerho-07 Seinäjoki              |
| Nilsiän Pallo-Haukat        | 1:0                   | Kings SC Kuopio                 |
| Kalliosuon Sisu             | 5:4                   | FC Tarzan Kuipio                |
| SC Zulimanit                | 1:4                   | Warkauden TP                    |
| Kuiruveden Palloilijat      | 1:2                   | Iisalmen Pallo-Veikot           |
| Rautavaaran Raiku           | 3:6                   | FC Kuopio                       |
| FC Nurmes                   | 00:15                 | Joensuun Pallo                  |
| Juuan Palloseura            | 13:20                 | Outokummun Pallo                |
| Tohmajärven Palloseura-90   | 1:2                   | Karelian Pallo                  |
| Oravais IF                  | 1:3                   | Petalax IK                      |
| Alavuden Peli-Veikot        | 4:3                   | Vaasan Pallo-Veikot             |
| Lapuan Virkiä               | 0:1                   | Sepsi-78 Seinäjoki              |
| Terjärv Ungdoms SK          | 8:1                   | Nykarleby IK                    |
| NoStars Kokkola             | 0:2                   | Gamlakarleby BK                 |
| Ylöjärven Pallo             | 03:0 2                | Ykspihlajan Reima               |
| Ähtärin Kiekko-Haukat       | 1:9                   | Kokkolan PS                     |
| Oulaisten Huima             | 03:0 3                | Kajaanin Palloilijat            |
| Moisiovaaran PS             | 6:2                   | Iltatähti Oulu                  |
| Oulun Tarmo                 | 0:2                   | Kajaanin Haka                   |
| Oulun Pallo-Pojat           | 00:3 4                | Oulun Palloseura                |
| Tornion Pallo -47           | 9:1                   | Sallan Palloseura               |
| Namman Luja                 | 0:2                   | Saarenkylän Nuorisoseura        |
| Karihaaran Visan Pallo      | 0:2                   | Rovaniemen Reipas               |
| Sodankylän Pallo            | 1:1 n. V. (8:9 i. E.) | Rovaniemen Lappi                |
| Tervolan Palloseura         | 2:4                   | Rovaniemen Sinetän Nuorisoseura |
| Petajäkosken Voima-Veikot   | 1:5                   | Isokylän Pallo-Pojat            |

## 2. Runde
|                                 | Ergebnis              |                              |
| ------------------------------- | --------------------- | ---------------------------- |
| SexyPöxyt Espoo                 | 3:0                   | Leppävaaran Pallo            |
| IF Gnistan                      | 2:0                   | PK-50 Vantaa                 |
| Helsinki United                 | 0:3                   | Helsingin Ponnistus          |
| Järvenpään PS                   | 0:1                   | Malmin Palloseura            |
| Porvoon Akilles                 | 1:4                   | Nummelan Palloseura          |
| Hyvinkään Palloseura            | 6:5 n. V.             | Hangö IK                     |
| Kontulan Urheilijat -72         | 1:3                   | FC Espoo                     |
| FC Kiffen 08 Helsinki           | 7:1                   | Helsingin Johanneksen Dynamo |
| Esbo BK                         | 1:7                   | Helsingfors IFK              |
| FC Norssi Helsinki              | 2:1                   | Keski-Uudenmaan Pallo        |
| Puotinkylän Valtti              | 3:2 n. V.             | Ekenäs IF                    |
| Suurmetsän Urheilijat           | 0:2                   | Kontulan Urheilijat          |
| Töölön Vesa                     | 1:3 n. V.             | Lohjan Pallo                 |
| Toukolan Teräs                  | 4:3                   | Littoinen Työväen Urheilijat |
| IFK Mariehamn                   | 3:1                   | Turun Pallo                  |
| Halikon Hehku                   | 0:2                   | ÅIFK Turku                   |
| Salon Palloilijat               | 03:0 1                | Uudenkaupungin Roima         |
| Turun Weikot                    | 0:5                   | Kaarinan Pojat               |
| Harjavallan Pallo               | 4:1                   | Pihlavan Tyoväen Urheilijat  |
| Porin Palloilijat               | 1:5                   | Pallo-Iirot Rauma            |
| Paltsarit Tampere               | 2:1                   | Nokian Pyry JK               |
| FC Tampere                      | 4:3                   | PP-70 Tampere                |
| Soccer Club Blue Bulls          | 1:9                   | Riihimäen Palloseura         |
| Toijalan Pallo -49              | 3:3 n. V. (9:8 i. E.) | Tervakosken Pato             |
| Jämsänkosken Ilves              | 5:2                   | Suolahden Urho               |
| FC Huki Jyväskylä               | 0:3                   | Vaajakosken Pallo            |
| Tampereen-Viipurin Ilves Kissat | 2:6                   | Valkeakosken Koskenpojat     |
| Kangasalan Voitto               | 0:4 n. V.             | Sääksjärven Loiske           |
| Tampereen Soccer Club           | 0:3                   | Säynätsalon Riento           |
| Nekalan Pallo                   | 0:0 n. V. (5:4 i. E.) | Viialan Peli-Veikot          |
| Ruokolahden Raju                | 2:3                   | Kotkan Työväen Palloilijat   |
| FC Kouvola                      | 0:2                   | Nastolan Nopsa               |
| Kanavan Pallo-80                | 4:1                   | FC Lappeenranta              |
| Hämeenlinnan Pallokerho         | 2:4 n. V.             | Mikkelin Kissat              |
| Kuusankosken Pörssihait         | 00:3 2                | Imatran Pallo-Salamat        |
| Loviisan Riento                 | 8:1                   | Purha Inkeroinen             |
| Lahden City Stars               | 5:2                   | Karhulan Peli-Karhut         |
| Voikkaan Pallo-Peikot           | 1:2 n. V.             | PEPO Lappeenranta            |
| Kerho-07 Seinäjoki              | 1:2                   | Vesannon Urheilijat          |
| Karelian Pallo                  | 0:2                   | Warkauden TP                 |
| FC Kuopio                       | 3:0                   | Iisalmen Pallo-Veikot        |
| Warkauden Pallo -35             | 0:1                   | Joensuun Pallo               |
| Kalliosuon Sisu                 | 3:4                   | Nilsiän Pallo-Haukat         |
| Toivalan Urheilijat             | 4:2                   | Juuan Palloseura             |
| Alavuden Peli-Veikot            | 0:5                   | Petalax IK                   |
| Sepsi-78 Seinäjoki              | 1:3                   | Vasa BK-IFK                  |
| FC Kiisto Vaasa                 | 1:1 n. V. (9:8 i. E.) | Terjärv Ungdoms SK           |
| Gamlakarleby BK                 | 2:1                   | Kokkolan PS                  |
| Ylöjärven Pallo                 | 4:2                   | Oulaisten Huima              |
| Moisiovaaran PS                 | 0:7                   | Kajaanin Haka                |
| Puistomäen Palloseura           | 00:10                 | FC Kajaani                   |
| Tornion Pallo -47               | 03:0 3                | Oulun Palloseura             |
| Rovaniemen Kanuunat             | 2:2 n. V. (4:5 i. E.) | Saarenkylän Nuorisoseura     |
| Kontio Kolari                   | 2:6                   | Isokylän Pallo-Pojat         |
| Kittilän Palloseura             | 01:13                 | Rovaniemen Reipas            |
| Rovaniemen Sinetän Nuorisoseura | 2:3                   | Rovaniemen Lappi             |

## 3. Runde
|                          | Ergebnis  |                            |
| ------------------------ | --------- | -------------------------- |
| Malmin Palloseura        | 3:4 n. V. | Kontulan Urheilijat        |
| Puotinkylän Valtti       | 1:2       | SexyPöxyt Espoo            |
| FC Norssi Helsinki       | 5:2       | IF Gnistan                 |
| Helsingin Ponnistus      | 1:2       | Helsingfors IFK            |
| FC Kiffen 08 Helsinki    | 3:2 n. V. | Nummelan Palloseura        |
| Hyvinkään Palloseura     | 5:3       | FC Espoo                   |
| Toukolan Teräs           | 2:1       | Kaarinan Pojat             |
| Salon Palloilijat        | 0:4       | Lohjan Pallo               |
| ÅIFK Turku               | 4:2       | IFK Mariehamn              |
| Pallo-Iirot Rauma        | 4:0       | Harjavallan Pallo          |
| Nekalan Pallo            | 3:0       | Paltsarit Tampere          |
| Säynätsalon Riento       | 0:4       | FC Tampere                 |
| Sääksjärven Loiske       | 1:7       | Riihimäen Palloseura       |
| Toijalan Pallo -49       | 1:2       | Valkeakosken Koskenpojat   |
| Jämsänkosken Ilves       | 7:2       | Vaajakosken Pallo          |
| Imatran Pallo-Salamat    | 5:0       | PEPO Lappeenranta          |
| Lahden City Stars        | 3:2 n. V. | Nastolan Nopsa             |
| Loviisan Riento          | 02:10     | Kotkan Työväen Palloilijat |
| Kanavan Pallo-80         | 3:5       | Mikkelin Kissat            |
| FC Kuopio                | 11:00     | Toivalan Urheilijat        |
| Vesannon Urheilijat      | 04:15     | Nilsiän Pallo-Haukat       |
| Joensuun Pallo           | 2:6       | Warkauden TP               |
| Ylöjärven Pallo          | 1:6       | Kajaanin Haka              |
| Gamlakarleby BK          | 3:0       | Vasa BK-IFK                |
| FC Kiisto Vaasa          | 2:6       | Petalax IK                 |
| FC Kajaani               | 1:3       | Tornion Pallo -47          |
| Isokylän Pallo-Pojat     | 03:0 1    | Rovaniemen Reipas          |
| Saarenkylän Nuorisoseura | 00:10     | Rovaniemen Reipas          |

## 4. Runde
In dieser Runde stiegen elf Zweitligisten ein.
|                          | Ergebnis              |                            |
| ------------------------ | --------------------- | -------------------------- |
| FC Norssi Helsinki       | 4:0                   | Kokkolan Palloveikot       |
| FC Santa Claus           | 1:1 n. V. (3:5 i. E.) | Kemin Palloseura           |
| Gamlakarleby BK          | 2:3                   | Vaasan PS                  |
| FC Tampere               | 1:2 n. V.             | Hyvinkään Palloseura       |
| FC Kiffen 08 Helsinki    | 0:2                   | FinnPa Helsinki            |
| Petalax IK               | 1:7                   | Warkauden TP               |
| Riihimäen Palloseura     | 1:5                   | FC 1991 Oulu               |
| SexyPöxyt Espoo          | 4:1                   | Imatran Pallo-Salamat      |
| Lohjan Pallo             | 4:1                   | Isokylän Pallo-Pojat       |
| Kajaanin Haka            | 3:1                   | Kotkan Työväen Palloilijat |
| Valkeakosken Koskenpojat | 0:2                   | TP-55 Seinäjoki            |
| Tornion Pallo -47        | 0:3                   | Pallo-Iirot Rauma          |
| Nekalan Pallo            | 0:6                   | ÅIFK Turku                 |
| Lahden City Stars        | 4:0                   | Mikkelin Kissat            |
| Nilsiän Pallo-Haukat     | 0:2                   | Vantaan Pallo-70           |
| FC Kuopio                | 2:0                   | Helsingfors IFK            |
| Jämsänkosken Ilves       | 0:4                   | Tampereen Pallo-Veikot     |
| Toukolan Teräs           | 0:1                   | Pallo-Kerho 37             |
| Kontulan Urheilijat      | 1:6                   | Kultsu Joutseno            |
| Lahden Reipas            | Freilos               |                            |

## 5. Runde
In dieser Runde stiegen die zwölf Erstligisten ein.
|                        | Ergebnis              |                       |
| ---------------------- | --------------------- | --------------------- |
| FinnPa Helsinki        | 3:0                   | FF Jaro               |
| Lohjan Pallo           | 0:1 n. V.             | Kajaanin Haka         |
| Lahden City Stars      | 00:11                 | Rovaniemi PS          |
| FC Jazz Pori           | 1:3                   | Turku PS              |
| Hyvinkään Palloseura   | 3:2                   | Pallo-Iirot Rauma     |
| Vaasan PS              | 2:2 n. V. (6:7 i. E.) | Lahden Reipas         |
| FC Kuopio              | 0:5                   | Kemin Palloseura      |
| FC Norssi Helsinki     | 1:3 n. V.             | FC 1991 Oulu          |
| Kultsu Joutseno        | 0:1                   | FC Kuusysi            |
| TP-55 Seinäjoki        | 1:0                   | Ilves Tampere         |
| SexyPöxyt Espoo        | 1:4                   | Haka Valkeakoski      |
| Pallo-Kerho 37         | 1:2                   | FC Oulu               |
| Vantaan Pallo-70       | 0:3                   | Myllykosken Pallo -47 |
| Mikkelin Palloilijat   | 2:5                   | Kuopion PS            |
| ÅIFK Turku             | 1:0                   | Warkauden TP          |
| Tampereen Pallo-Veikot | 0:3                   | HJK Helsinki          |

## 6. Runde
|                      | Ergebnis  |                       |
| -------------------- | --------- | --------------------- |
| Turku PS             | 11:00     | ÅIFK Turku            |
| Rovaniemi PS         | 4:0       | FC 1991 Oulu          |
| FC Kuusysi           | 2:0       | Kajaanin Haka         |
| Kuopion PS           | 0:1 n. V. | Myllykosken Pallo -47 |
| HJK Helsinki         | 4:1       | FC Oulu               |
| Lahden Reipas        | 1:5       | Haka Valkeakoski      |
| Hyvinkään Palloseura | 0:8       | FinnPa Helsinki       |
| TP-55 Seinäjoki      | 0:1       | Kemin Palloseura      |

## Viertelfinale
|                       | Ergebnis |                  |
| --------------------- | -------- | ---------------- |
| Haka Valkeakoski      | 5:2      | FinnPa Helsinki  |
| Rovaniemi PS          | 3:2      | Turku PS         |
| FC Kuusysi            | 5:0      | Kemin Palloseura |
| Myllykosken Pallo -47 | 0:1      | HJK Helsinki     |

## Halbfinale
|                  | Ergebnis |              |
| ---------------- | -------- | ------------ |
| HJK Helsinki     | 2:0      | FC Kuusysi   |
| Haka Valkeakoski | 1:2      | Rovaniemi PS |

## Finale
| Paarung        | HJK Helsinki – Rovaniemi PS |
| Ergebnis       | 2:0 (1:0) |
| Datum          | 17. Juli 1993 um 13:00 Uhr (12:00 Uhr MESZ) |
| Stadion        | Stadion Pori, Pori |
| Zuschauer      | 4.680 |
| Schiedsrichter | Styrbjörn Oskarsson |
| Tore           | 1:0 Jari Vanhala (20.) 2:0 Janne Murtomäki (59.) |
| HJK Helsinki   | Eingesetzte Spieler: Antti Niemi – Jari Europaeus, Aki Hyryläinen, Antti Heinola, Marko Helin, Sami Ylä-Jussila, Rami Rantanen, Pekka Onttonen, Vesa Tauriainen, Tommi Grönlund, Jari Vanhala, Jouko Vuorela, Janne Murtomäki, Markku Palmroos |